# Kachisi
Kachisi (georgiska: კახისი), eller Kachisisjön (კახისის ტბა), är en sjö i Georgien. Den ligger i den centrala delen av landet, i regionen Samtsche-Dzjavachetien. Kachisi ligger 1 759 meter över havet.